# Valby

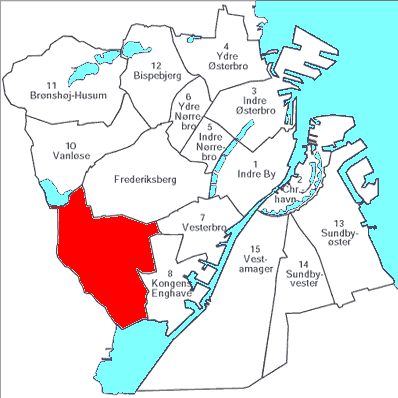
Localisation du quartier de Valby

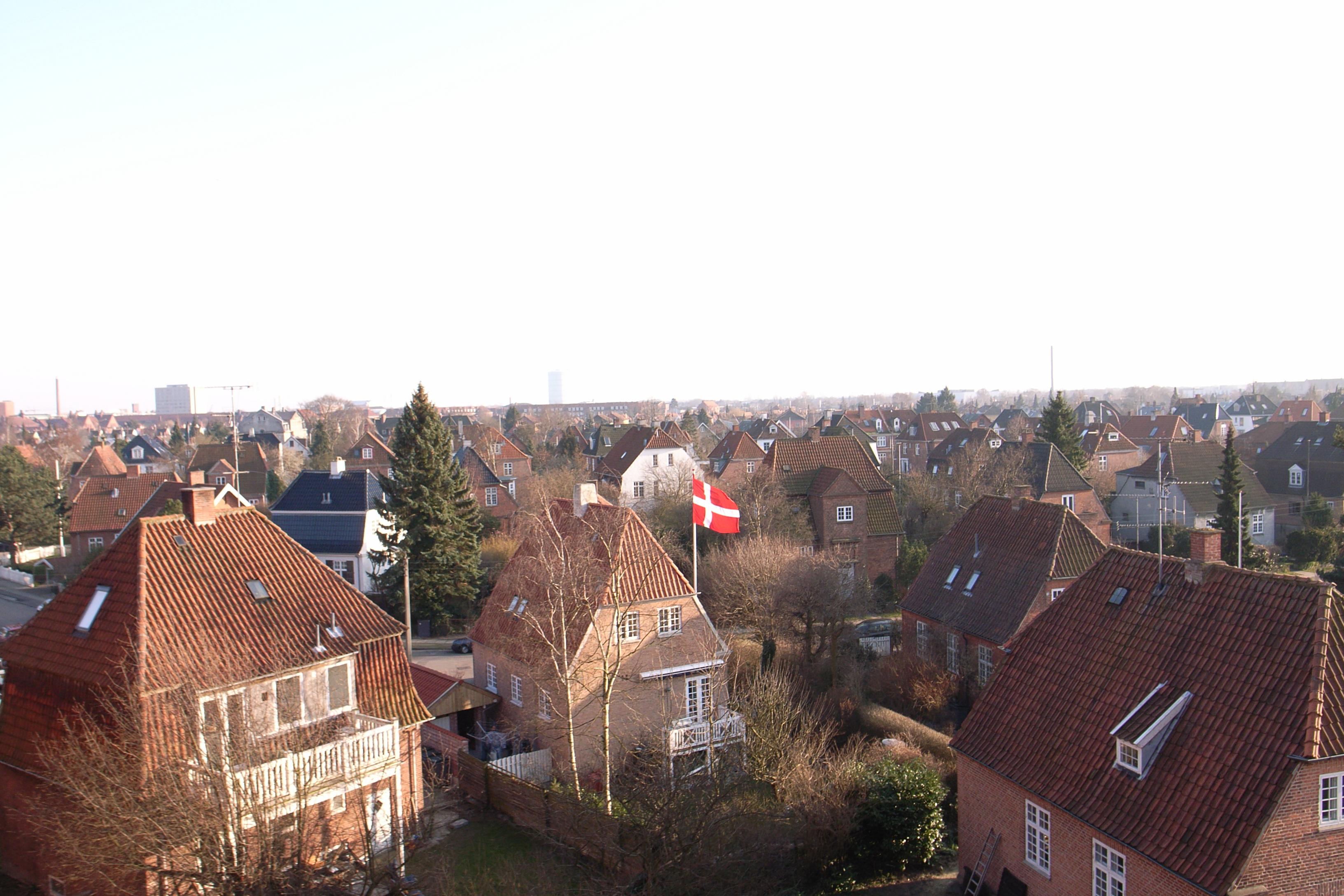
Vue panoramique du quartier de Valby

Valby est un des dix quartiers officiels de Copenhague au Danemark.
Localisé au sud-ouest de la municipalité de Copenhague, il est composé de différents types d'habitations relativement hétérogènes. C'est dans ce quartier que se situe le siège des brasseries Carlsberg. 